# Munkh-Od Ochkhuu
Munkh-Od Ochkhuu (ur. 21 stycznia 1982) – mongolski piłkarz występujący na pozycji pomocnika. Reprezentant Mongolii.
Swój jedyny mecz w reprezentacji Mongolii rozegrał 3 lipca 2011 na stadionie Yangon United Sports Complex (Rangun, Mjanma) podczas kwalifikacji do Mistrzostw Świata w Piłce Nożnej 2014 w przegranym 0:2 spotkaniu przeciwko Mjanmie.